# Kristin Bengtsson
Gärd Kristin "Kicki" Bengtsson (12 de janeiro de 1970) é uma futebolista profissional sueca que atuava como defensora.

## Carreira
Kristin Bengtsson fez parte do elenco da Seleção Sueca de Futebol Feminino, nas Olimpíadas de 1996, 2000 e 2004. 